# Microbatrachella capensis
Microbatrachella capensis is een kikker uit de familie Pyxicephalidae. De soort werd voor het eerst wetenschappelijk beschreven door George Albert Boulenger in 1910. Oorspronkelijk werd de wetenschappelijke naam Phrynobatrachus capensis gebruikt. Het is de enige soort uit het monotypische geslacht Microbatrachella.
Microbatrachella capensis komt voor in Afrika en is endemisch in Zuid-Afrika. De habitat bestaat uit laaggelegen, zanderige delen in het fynbos, de soortenrijke vegetatie in de Kaapstreek. De soort is in delen van zijn oorspronkelijke verspreidingsgebied al uitgestorven, in andere delen zijn slechts geïsoleerde populaties. Waar de kikker nog wel voorkomt, wordt het leefgebied bedreigd door landschapscultivering en akkerbouw, waardoor door irrigatie het leefgebied uitdroogt. Ook de komst van invasieve plantensoorten hebben een negatieve invloed omdat deze de voortplantingspoelen doen uitdrogen.
Er is verder weinig bekend over de kikker, die zich voortplant in door turf zwartgekleurde wateren. Omdat deze niet dicht verspreid zijn en ver van elkaar liggen, kunnen de kikkers hier in de paartijd massaal worden aangetroffen.
Amietia · 
Anhydrophryne · 
Arthroleptella · 
Cacosternum · 
Ericabatrachus · 
Microbatrachella · 
Natalobatrachus · 
Nothophryne · 
Poyntonia · 
Strongylopus · 
Tomopterna